# Chris Tallman
Chris Tallman (Madison, 22 settembre 1970) è un attore e comico statunitense, conosciuto per le sue apparizioni in Comedy Central programs Crossballs e Reno 911!.

## Biografia
Tallman nasce a Madison in Wisconsin, dove ha frequentato la Madison West High School.  Si è esibito con numerosi gruppi teatrali a Madison.
Tallman è stato  il creatore della popolare serie Channel 101 che ha scritto, diretto, coprodotto e interpretato.
Ha anche recitato come guest-star in molti show televisivi come House, Parks and Recreation, Emily's Reasons Why Not, How I Met Your Mother, The King of Queens è apparso su Frank TV e Ed McMahon. 
Nel 2007, Tallman faceva parte del cast di una puntata nello show NBC, Thank God You're Here, in cui un gruppo di quattro celebrity ogni settimana, dovevano improvvisare uno sketch dal vivo senza nessuna sceneggiatura preventiva.
Dal 2013 al 2018 Tallman è il co-protagonista nella serie televisiva comica di Nickelodeon I Thunderman, in cui interpreta Hank Thunderman.
Nel 2024 ha ripreso il ruolo di Hank Thunderman nel film Thunderman-Il ritorno, sequel della serie originale.

## Filmografia

### Cinema
- Robot Bastard!, regia di Rob Schrab - cortometraggio (2002)
- El Dorko, regia di Harrison Brown - cortometraggio (2003)
- Armageddon for Andy, regia di Marc Dworkin e Eugene Lehnert (2006)

### Televisione
- Spin City – serie TV, episodio 2x17 (1998)
- Un detective in corsia – serie TV, episodio 7x01 (1999)
- Angel – serie TV, episodio 1x07 (1999)
- Dr. House - Medical Division (House, M.D.) – serie TV, episodio 2x24 (2006)
- Emily's Reasons Why Not – serie TV, episodi 1x01 (2006)
- How I Met Your Mother – serie TV, episodi 3x14 (2008)
- Parks and Recreation – serie TV, episodi 2x06 (2009)
- The Mentalist – serie TV, episodi 1x18 (2009)
- Miami Medical – serie TV, episodio 1x07 (2010)
- Bones – serie TV, episodi 7x04 (2011)
- Rizzoli & Isles – serie TV, episodio 4x07 (2013)
- I Thunderman (The Thundermans) – serie TV, 98 episodi (2013-2018)
- I fantasmi di casa Hathaway – serie TV, episodio 2x10 (2014)
- Knight Squad – serie TV, episodio 2x01 (2019)

## Doppiatori italiani
Nelle versioni in italiano delle opere in cui ha recitato, Chris Tallman è stato doppiato da:
- Alessandro D'Errico in I Thunderman, I Thunderman - Il ritorno, I Thunderman in missione
- Luca Sandri in How I Met Your Mother
- Antonio Sanna in The Mentalist